# Bistrenci
Bistrenci (mac. Бистренци) – wieś w południowej Macedonii Północnej, terytorialnie i administracyjnie należąca do gminy Demir Kapija. Według stanu na 2002 rok jej liczebność wynosiła 364 mieszkańców.

położenie wsi na mapie gminy

Według danych ze spisu powszechnego przeprowadzonego w 2002 roku, wieś Bistrenci zamieszkiwało 364 osób deklarujących następującą narodowość: 
- Macedończycy – 315 (86,54%)
- Turcy – 39 (10,71%)
- Albańczycy – 3 (0,82%)
- Serbowie – 3 (0,82%)
- Inni – 4 (1,11%)